# AN14船団
AN14船団は、第二次世界大戦中の1941年1月末から2月初めにアレクサンドリアおよびポートサイドからピレウスへ向かった連合国の船団。船団はイギリス船7隻とギリシャ船3隻からなり、護衛は軽巡洋艦カルカッタ、駆逐艦デインティ、ジャガー、コルベットピオニー、グロキシニアであった。途中でイタリア水雷艇の攻撃を受け、タンカー1隻が損傷した。

## 背景
1940年10月28日にイタリアとギリシャの戦争が始まると、イギリスはギリシャ支援のため航空機や物資をエーゲ海を通して送り始めた。ギリシャ政府は連合国に対してクレタ島のスダ湾で曳船や港湾用の船、イギリス艦隊の基地を提供した。1940年1月にギリシャとイギリスはギリシャの商船隊が連合国の戦争用物資の輸送を行えるようにするなどとする合意を結んでいた。

## 経過
船団の大半は1月28日にグリキシニアに護衛されてポートサイドを出発した。Levernbankと大型のタンカーDesmouleaはカルカッタとピオニーに護衛されて1月29日にアレクサンドリアを出発し、数時間遅れてイギリス空軍の人員を乗せた兵員輸送船Ethiopiaが駆逐艦ヘイスティとともにアレクサンドリアから出発した。また、軽巡洋艦エイジャックスとパースが遠距離護衛にあたり、ジャガーとデインティは先行してカソス海峡へ向かった。
イタリア海軍は1940年12月にドデカネス諸島に水雷艇部隊（指揮官Francesco Mimbelli大佐）を配備しており、レロス島のPorto Lagoに海軍基地があった。
1941年1月31日、イタリアの水雷艇はレロス島から出撃しカソス海峡で潜水艦の捜索を行っていた時巡洋艦1隻と駆逐艦3隻に護衛された連合国船団を発見した。イタリアの水雷艇は二手に分かれ、ルポが雷撃を行う間リーブラが護衛の注意をそらすようにした。イタリア側の報告ではルポは大型の汽船に魚雷2本を命中させ、リーブラは巡洋艦に対して魚雷2本を発射するが命中しなかった、となっている。イタリア水雷艇は船団の護衛の攻撃を受けたが、どうにか離脱した。
イギリス側によれば、魚雷1本がタンカーDesmoulea（ガソリンや鉱油を積載）に命中している。アンドルー・カニンガムは、タンカーは船団かわら別れてスダ湾へと向かい1月31日の18時に雷撃された、と記録している。護衛の駆逐艦デインティがタンカーの曳航を20時に開始した。巡洋艦パースが支援に向かったが、船団の護衛に戻された。Desmouleaは曳航されて2月1日の8時にスダ湾に到着し、岸に乗り上げた。積荷は無事であった。
ピオニーはクレタ島からの爆撃機による攻撃を受けるも生き残り、船団の残りは2月2日にピレウスに到着した。
Desmouleaは数週間スダ湾に置かれ、積荷は別のタンカーEoceneへと積み替えられた。その後、Desmouleaはスエズへと移されている。
Desmouleaの損傷と、1月19日の潜水艦ネゲッリによる貨物船Clan Cumming雷撃がエーゲ海でのイギリス船団に対する攻撃でイタリア側があげた戦果のすべてであった。
この戦闘の後、エーゲ海へと向かう連合国の船舶は西のアンティキティラ海峡を通過するようになった。

## 註
1. ↑  このウェブサイトでは水雷艇リンチェが戦闘に参加しているとあるが、実際はリンチェはドデカネス諸島からイタリアへ向かう船の護衛中であった。[7]

### 書籍
- Cocchia, A. (1959) (Italian). La Marina italiana nella seconda guerra mondiale [The Italian Navy in the Second World War]. Roma: Ufficio Storico della Marina Militare. OCLC 23516701
- Cunningham, Andrew Browne; Simpsom, Michael A. (1999). The Cunningham Papers. Publications of the Navy Records Society. 140. Brookfield, VT: Ashgate for the Navy Records Society. ISBN 978-1-84014-622-6
- Hatfield, G. E. (2009). Carlton, M.. ed. H.M.A.S. Perth 1939–1941: From the Diaries of P.O. George Hatfield (online ed.). Sydney, NSW: Springwood Printing Co.. OCLC 910514682 2016年10月2日閲覧。
- Koliopoulos, Ioannis (1978) (Greek). Internal and External Developments from March 1, 1935 to the October 28, 1940: The War of 1940–1941. no isbn. Athens: Ekdotiki Athinon
- Masters, David (1953). Epics of Salvage: Wartime Feats of the Marine Salvage Men in World War II. Boston, MA: Little, Brown. OCLC 1563108
- Mattesini, Francesco (1998) (Italian). L'operazione Gaudo e lo scontro notturno di Matapan [Operation Gaudo and the Night Battle of Matapan]. Roma: Ufficio Storico della Marina Militare [Historical Office of the Navy]. OCLC 45375070
- Mitchell, William Harry; Sawyer, Leonard Arthur (1990). The Empire Ships: A Record of British-built and Acquired Merchant Ships During the Second World War. London: Lloyd's of London Press. ISBN 1850442754
- O'Hara, Vincent (2009). Struggle for the Middle Sea. Annapolis, MD: Naval Institute Press. ISBN 978-1-61251-408-6
- Smith, Peter; Walker, Edwin (1974). War in the Aegean. London: Kimber. ISBN 0-7183-0422-5
- Titterton, G. A. (2002). The Royal Navy and the Mediterranean. London: Routledge. ISBN 978-0-7146-5205-4

### ジャーナル
- “Desmoulea Suda tow”. Shipbuilding and Shipping Record: A Journal of Shipbuilding, Marine Engineering, Docks, Harbours & Shipping 70. (1947). OCLC 436683593 2016年10月2日閲覧。.

### ウェブサイト
- Brazell, H.. “Anecdote about the Desmoulea by Hugh Brazell”. www.helderline.nl. 2016年2月9日閲覧。
- “Francesco Mimbelli” (Italian). Ministero della Difesa: Marina Militare. 2016年10月2日閲覧。
- Gabellone, A. (2005年). “Un Saluto Dalle Regie Navi Lupo e Lince” [Greetings from Italian Ships Wolf and Lynx]. Filatelia la Sezione Filatelica del Gruppo di Taranto. 2016年10月2日閲覧。
- Hague, A.. “Arnold Hague Convoy Database: Shorter Convoy Series”. Convoy Web. 2014年5月31日時点のオリジナルよりアーカイブ。2016年10月2日閲覧。
- “Shell tanker Desmoulea”. www.helderline.nl. 2016年2月9日閲覧。
- Smith, Gordon (1998年). “Naval Events, January 1941 (Part 2 of 2) Wednesday 15th – Friday 31st”. Naval-History Net. 2016年10月2日閲覧。
- Smith, Gordon (1998a). “Naval Events, April 1941 (Part 2 of 2) Tuesday 15th – Wednesday 30th”. Naval-History Net. 2016年10月2日閲覧。